# تجمع بدو حمورة (الديس)

تعديل مصدري - تعديل

تجمع بدو حمورة هي إحدى قرى عزلة الديس بمديرية الديس التابعة لمحافظة حضرموت، بلغ تعداد سكانها 77 نسمة حسب تعداد اليمن لعام 2004.